# Voleibol nos Jogos Olímpicos de Verão de 2008 - Feminino

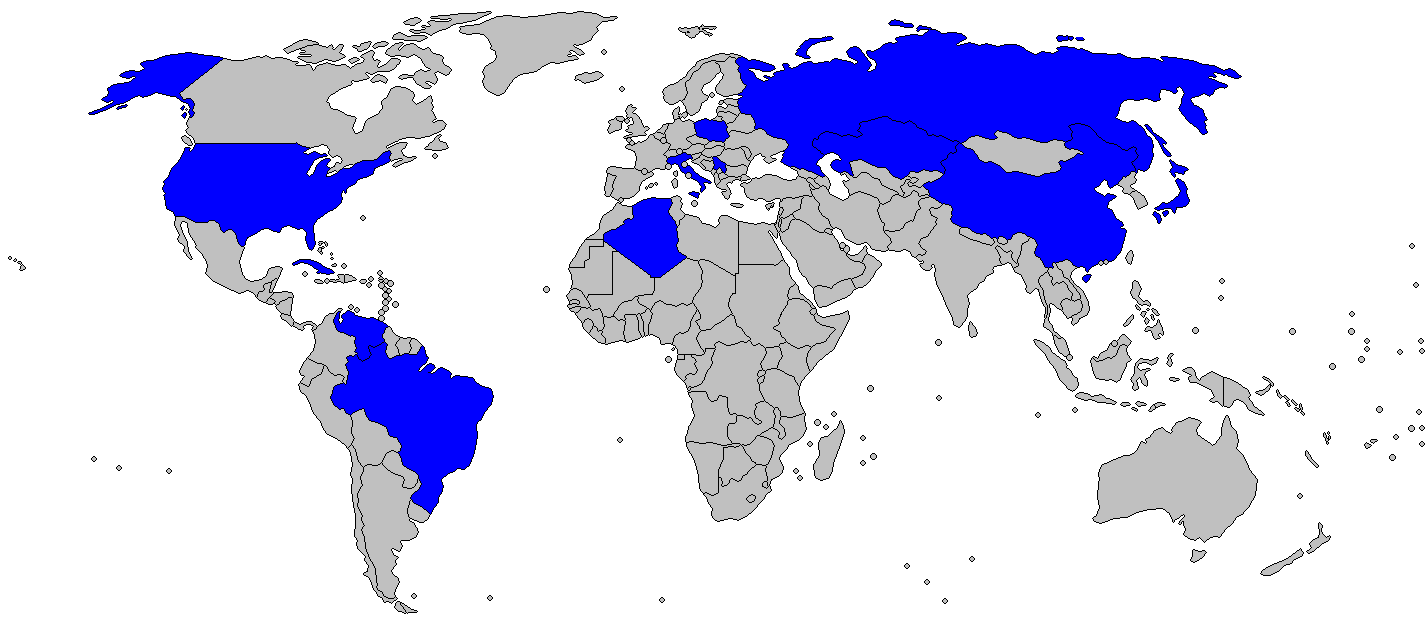
Selecções participantes

O torneio de voleibol nos Jogos Olímpicos de Verão de 2008 em quadra feminino realizou-se no Ginásio Indoor da Capital e Ginásio do Instituto de Tecnologia de Pequim entre 9 de Agosto a 23 de Agosto de 2008.
As doze equipas classificadas foram divididas igualmente em dois grupos de seis equipes. Cada equipe jogou com todos as outras equipes do grupo. Cada vitória valia 2 pontos, e uma derrota 1 ponto. As quatro melhores seleções de cada grupo se classificaram para as quartas de final.

## Horário
Horário de Pequim (UTC+8)
| Data                          | Hora        | Etapa            |
| ----------------------------- | ----------- | ---------------- |
| Sábado, 9 de agosto de 2008   | 10:00-22:00 | Primeira fase    |
| Segunda, 11 de agosto de 2008 | 10:00-22:15 | Primeira fase    |
| Quarta, 13 de agosto de 2008  | 10:00-22:00 | Primeira fase    |
| Sexta, 14 de agosto de 2008   | 10:00-22:00 | Primeira fase    |
| Domingo, 17 de agosto de 2008 | 10:00-22:00 | Primeira fase    |
| Terça, 19 de agosto de 2008   | 10:00-22:00 | Quartas-de-final |
| Quinta, 21 de agosto de 2008  | 12:30-20:00 | Semifinais       |
| Sábado, 23 de agosto de 2008  | 12:30-20:00 | Final            |

## Medalhistas
|  | BRA Brasil |  | USA Estados Unidos |  | CHN China |
|  | Paula Pequeno Carolina Albuquerque Sheilla Castro Walewska Oliveira Marianne Steinbrecher Thaísa Menezes Hélia Souza Fabiana Alvim Jaqueline Carvalho Welissa Gonzaga Fabiana Claudino Valeska Menezes |  | Danielle Scott-Arruda Ogonna Nnamani Tayyiba Haneef-Park Lindsey Berg Stacy Sykora Nicole Davis Heather Bown Jennifer Joines Kim Glass Robyn Ah Mow-Santos Kim Willoughby Logan Tom |  | Wang Yimei Feng Kun Yang Hao Liu Yanan Wei Qiuyue Xu Yunli Zhou Suhong Xue Ming Li Juan Zhang Na Ma Yunwen Zhao Ruirui |

## Primeira fase

### Grupo A

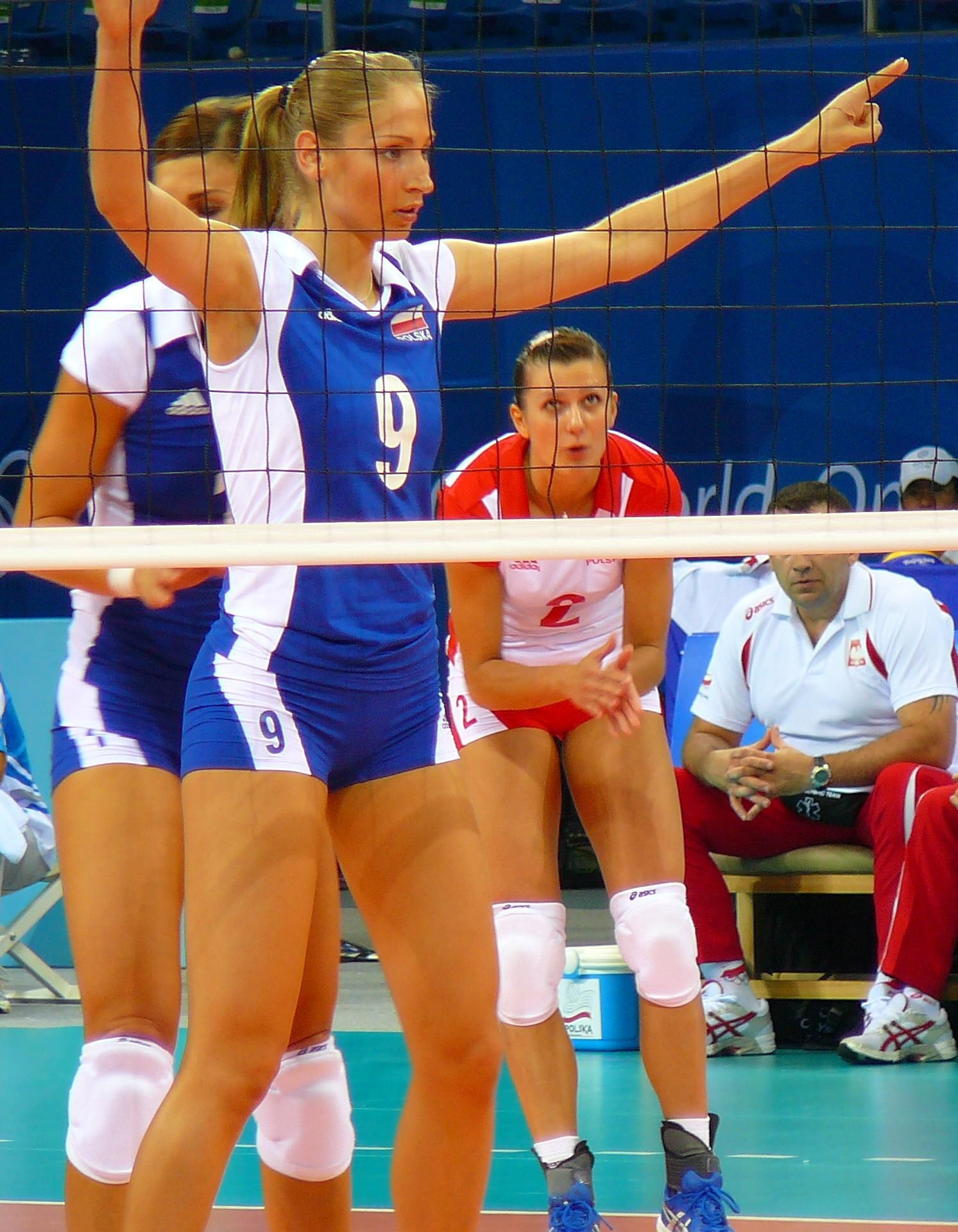
Agnieszka Bednarek, da Polônia.

| Pos. | Equipe             | Partidas | Partidas | Partidas | Sets | Sets | Sets  | Pontos | Pontos | Pontos |
| Pos. | Equipe             | Pontos   | V        | D        | SV   | SD   | SV/SD | PM     | PS     | PM/PS  |
| ---- | ------------------ | -------- | -------- | -------- | ---- | ---- | ----- | ------ | ------ | ------ |
| 1    | CUB Cuba           | 10       | 5        | 0        | 15   | 3    | 5.000 | 426    | 371    | 1.148  |
| 2    | USA Estados Unidos | 9        | 4        | 1        | 12   | 9    | 1.333 | 459    | 441    | 1.041  |
| 3    | CHN China          | 8        | 3        | 2        | 13   | 7    | 1.857 | 467    | 395    | 1.182  |
| 4    | JPN Japão          | 7        | 2        | 3        | 7    | 11   | 0.636 | 381    | 389    | 0.979  |
| 5    | POL Polônia        | 6        | 1        | 4        | 9    | 12   | 0.750 | 441    | 445    | 0.991  |
| 6    | VEN Venezuela      | 5        | 0        | 5        | 1    | 15   | 0.067 | 262    | 395    | 0.663  |

| 9 de Agosto, 2008 14:30 Relatório | Polônia POL   | 1 — 3                         | CUB Cuba | Ginásio Indoor da Capital Público: 14.000 Árbitro(s): KOR Kim Kun-Tae THA Janpen Jirakakul |
| 9 de Agosto, 2008 14:30 Relatório | 25 17 20 17 - | Set 1 Set 2 Set 3 Set 4 Set 5 | 21 25 -  | Ginásio Indoor da Capital Público: 14.000 Árbitro(s): KOR Kim Kun-Tae THA Janpen Jirakakul |

| 9 de Agosto, 2008 20:00 Relatório | Venezuela VEN | 0 — 3                         | CHN China | Ginásio Indoor da Capital Público: 12.000 Árbitro(s): SRB Dejan Jovanovic FRA Patrick Deregnaucourt |
| 9 de Agosto, 2008 20:00 Relatório | 13 18 -       | Set 1 Set 2 Set 3 Set 4 Set 5 | 25 -      | Ginásio Indoor da Capital Público: 12.000 Árbitro(s): SRB Dejan Jovanovic FRA Patrick Deregnaucourt |

| 9 de Agosto, 2008 22:00 Relatório | Japão JPN     | 1 — 3                         | USA Estados Unidos | Ginásio Indoor da Capital Público: 11.500 Árbitro(s): ITA Massimo Menghini RUS Andrei Zenovich |
| 9 de Agosto, 2008 22:00 Relatório | 20 25 19 21 - | Set 1 Set 2 Set 3 Set 4 Set 5 | 25 20 25 -         | Ginásio Indoor da Capital Público: 11.500 Árbitro(s): ITA Massimo Menghini RUS Andrei Zenovich |

| 11 de Agosto, 2008 12:30 Relatório | Estados Unidos USA | 0 — 3                         | CUB Cuba   | Ginásio Indoor da Capital Público: 12.000 Árbitro(s): TUR Umit Sokullu SRB Dejan Jovanovic |
| 11 de Agosto, 2008 12:30 Relatório | 15 24 17 -         | Set 1 Set 2 Set 3 Set 4 Set 5 | 25 26 25 - | Ginásio Indoor da Capital Público: 12.000 Árbitro(s): TUR Umit Sokullu SRB Dejan Jovanovic |

| 11 de Agosto, 2008 20:00 Relatório | China CHN | 3 — 1                         | POL Polônia   | Ginásio Indoor da Capital Público: 12.000 Árbitro(s): PUR Víctor Manuel Rodríguez BRA Laert Francisco de Souza |
| 11 de Agosto, 2008 20:00 Relatório | 22 25 -   | Set 1 Set 2 Set 3 Set 4 Set 5 | 25 15 20 22 - | Ginásio Indoor da Capital Público: 12.000 Árbitro(s): PUR Víctor Manuel Rodríguez BRA Laert Francisco de Souza |

| 11 de Agosto, 2008 22:00 Relatório | Japão JPN | 3 — 0                         | VEN Venezuela | Ginásio Indoor da Capital Público: 5.000 Árbitro(s): CZE Karin Zahorcova NED Frans Loderus |
| 11 de Agosto, 2008 22:00 Relatório | 25 -      | Set 1 Set 2 Set 3 Set 4 Set 5 | 12 17 12 -    | Ginásio Indoor da Capital Público: 5.000 Árbitro(s): CZE Karin Zahorcova NED Frans Loderus |

| 13 de Agosto, 2008 12:00 Relatório | Venezuela VEN | 1 — 3                         | USA Estados Unidos | Ginásio do Instituto de Tecnologia de Pequim Público: 3.400 Árbitro(s): RUS Andrei Zenovich SRB Dejan Jovanovic |
| 13 de Agosto, 2008 12:00 Relatório | 17 25 14 18 - | Set 1 Set 2 Set 3 Set 4 Set 5 | 25 20 25 -         | Ginásio do Instituto de Tecnologia de Pequim Público: 3.400 Árbitro(s): RUS Andrei Zenovich SRB Dejan Jovanovic |

| 13 de Agosto, 2008 20:00 Relatório | Cuba CUB       | 3 — 2                         | CHN China   | Ginásio Indoor da Capital Público: 13.000 Árbitro(s): GER Frank Leuthauser ITA Massimo Menghini |
| 13 de Agosto, 2008 20:00 Relatório | 18 14 25 32 15 | Set 1 Set 2 Set 3 Set 4 Set 5 | 25 23 30 13 | Ginásio Indoor da Capital Público: 13.000 Árbitro(s): GER Frank Leuthauser ITA Massimo Menghini |

| 13 de Agosto, 2008 22:00 Relatório | Polônia POL | 2 — 3                         | JPN Japão   | Ginásio Indoor da Capital Público: 5.400 Árbitro(s): MEX Humberto Salas BRA Laert Francisco de Souza |
| 13 de Agosto, 2008 22:00 Relatório | 21 20 25 11 | Set 1 Set 2 Set 3 Set 4 Set 5 | 25 18 23 15 | Ginásio Indoor da Capital Público: 5.400 Árbitro(s): MEX Humberto Salas BRA Laert Francisco de Souza |

| 15 de Agosto, 2008 12:30 Relatório | Venezuela VEN | 0 — 3                         | POL Polônia | Ginásio Indoor da Capital Público: 11.000 Árbitro(s): THA Janpen Jirakakul MEX Humberto Salas |
| 15 de Agosto, 2008 12:30 Relatório | 12 20 -       | Set 1 Set 2 Set 3 Set 4 Set 5 | 25 -        | Ginásio Indoor da Capital Público: 11.000 Árbitro(s): THA Janpen Jirakakul MEX Humberto Salas |

| 15 de Agosto, 2008 20:00 Relatório | Estados Unidos USA | 3 — 2                         | CHN China      | Ginásio Indoor da Capital Público: 13.000 Árbitro(s): BUL Konstantin Tufekchiev TUR Umit Sokullu |
| 15 de Agosto, 2008 20:00 Relatório | 23 25 23 25 15     | Set 1 Set 2 Set 3 Set 4 Set 5 | 25 22 25 20 11 | Ginásio Indoor da Capital Público: 13.000 Árbitro(s): BUL Konstantin Tufekchiev TUR Umit Sokullu |

| 15 de Agosto, 2008 22:00 Relatório | Japão JPN | 0 — 3                         | CUB Cuba | Ginásio Indoor da Capital Público: 5.000 Árbitro(s): RUS Andrei Zenovick ITA Massimo Menghini |
| 15 de Agosto, 2008 22:00 Relatório | 17 22 -   | Set 1 Set 2 Set 3 Set 4 Set 5 | 25 -     | Ginásio Indoor da Capital Público: 5.000 Árbitro(s): RUS Andrei Zenovick ITA Massimo Menghini |

| 17 de Agosto, 2008 12:00 Relatório | Cuba CUB | 3 — 0                         | VEN Venezuela | Ginásio do Instituto de Tecnologia de Pequim Público: 3.500 Árbitro(s): RUS Andrei Zenovich BUL Konstantin Tufekchiev |
| 17 de Agosto, 2008 12:00 Relatório | 25 -     | Set 1 Set 2 Set 3 Set 4 Set 5 | 20 19 -       | Ginásio do Instituto de Tecnologia de Pequim Público: 3.500 Árbitro(s): RUS Andrei Zenovich BUL Konstantin Tufekchiev |

| 17 de Agosto, 2008 12:30 Relatório | Polônia POL    | 2 — 3                         | USA Estados Unidos | Ginásio Indoor da Capital Público: 11.000 Árbitro(s): QAT Ibrahim Al-Naama BRA Francisco Laert de Souza |
| 17 de Agosto, 2008 12:30 Relatório | 25 21 25 19 13 | Set 1 Set 2 Set 3 Set 4 Set 5 | 18 25 19 25 15     | Ginásio Indoor da Capital Público: 11.000 Árbitro(s): QAT Ibrahim Al-Naama BRA Francisco Laert de Souza |

| 17 de Agosto, 2008 20:00 Relatório | China CHN | 3 — 0                         | JPN Japão  | Ginásio Indoor da Capital Público: 13.000 Árbitro(s): KOR Kim Kun-Tae THA Janpen Jirakakul |
| 17 de Agosto, 2008 20:00 Relatório | 26 25 -   | Set 1 Set 2 Set 3 Set 4 Set 5 | 24 16 14 - | Ginásio Indoor da Capital Público: 13.000 Árbitro(s): KOR Kim Kun-Tae THA Janpen Jirakakul |

### Grupo B

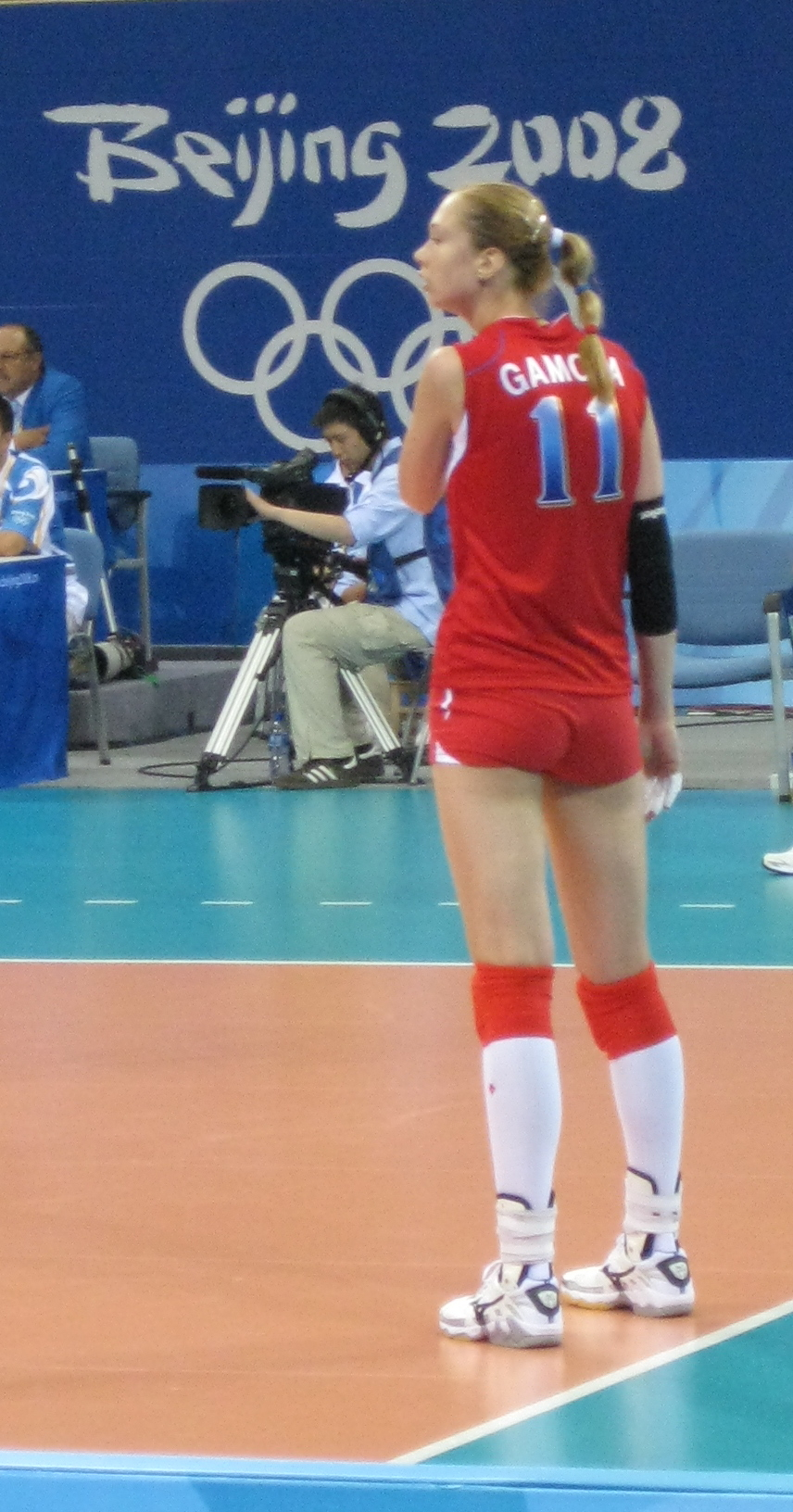
Ekaterina Gamova, da Rússia.

| Pos. | Equipe          | Partidas | Partidas | Partidas | Sets | Sets | Sets  | Pontos | Pontos | Pontos |
| Pos. | Equipe          | Pontos   | V        | D        | SV   | SD   | SV/SD | PM     | PS     | PM/PS  |
| ---- | --------------- | -------- | -------- | -------- | ---- | ---- | ----- | ------ | ------ | ------ |
| 1    | BRA Brasil      | 10       | 5        | 0        | 15   | 0    | MAX   | 377    | 226    | 1.668  |
| 2    | ITA Itália      | 9        | 4        | 1        | 12   | 4    | 3.000 | 372    | 315    | 1.181  |
| 3    | RUS Rússia      | 8        | 3        | 2        | 10   | 6    | 1.667 | 353    | 312    | 1.131  |
| 4    | SRB Sérvia      | 7        | 2        | 3        | 6    | 10   | 0.600 | 343    | 349    | 0.983  |
| 5    | KAZ Cazaquistão | 6        | 1        | 4        | 4    | 13   | 0.308 | 323    | 404    | 0.800  |
| 6    | ALG Argélia     | 5        | 0        | 5        | 1    | 15   | 0.067 | 230    | 392    | 0.587  |

| 9 de Agosto, 2008 10:00 Relatório | Itália ITA | 3 — 1                         | RUS Rússia    | Ginásio do Instituto de Tecnologia de Pequim Público: 3.100 Árbitro(s): GER Frank Leuthauser CZE Karin Zahorcova |
| 9 de Agosto, 2008 10:00 Relatório | 25 17 25 - | Set 1 Set 2 Set 3 Set 4 Set 5 | 20 25 16 23 - | Ginásio do Instituto de Tecnologia de Pequim Público: 3.100 Árbitro(s): GER Frank Leuthauser CZE Karin Zahorcova |

| 9 de Agosto, 2008 12:00 Relatório | Sérvia SRB | 3 — 1                         | KAZ Cazaquistão | Ginásio do Instituto de Tecnologia de Pequim Público: 1.800 Árbitro(s): CAN Mitch Davidson PUR Víctor Manuel Rodríguez |
| 9 de Agosto, 2008 12:00 Relatório | 25 23 25 - | Set 1 Set 2 Set 3 Set 4 Set 5 | 21 17 25 21 -   | Ginásio do Instituto de Tecnologia de Pequim Público: 1.800 Árbitro(s): CAN Mitch Davidson PUR Víctor Manuel Rodríguez |

| 9 de Agosto, 2008 12:30 Relatório | Argélia ALG | 0 — 3                         | BRA Brasil | Ginásio Indoor da Capital Público: 12.000 Árbitro(s): CHN Liu Jiang QAT Ibrahim Al-Naama |
| 9 de Agosto, 2008 12:30 Relatório | 11 10 -     | Set 1 Set 2 Set 3 Set 4 Set 5 | 25 -       | Ginásio Indoor da Capital Público: 12.000 Árbitro(s): CHN Liu Jiang QAT Ibrahim Al-Naama |

| 11 de Agosto, 2008 10:00 Relatório | Argélia ALG | 0 — 3                         | SRB Sérvia | Ginásio do Instituto de Tecnologia de Pequim Público: 3.100 Árbitro(s): THA Janpen Jirakakul CHN Liu Jiang |
| 11 de Agosto, 2008 10:00 Relatório | 14 13 -     | Set 1 Set 2 Set 3 Set 4 Set 5 | 25 -       | Ginásio do Instituto de Tecnologia de Pequim Público: 3.100 Árbitro(s): THA Janpen Jirakakul CHN Liu Jiang |

| 11 de Agosto, 2008 12:00 Relatório | Cazaquistão KAZ | 0 — 3                         | ITA Itália | Ginásio do Instituto de Tecnologia de Pequim Público: 3.100 Árbitro(s): USA Patricia Salvatore MEX Humberto Salas |
| 11 de Agosto, 2008 12:00 Relatório | 19 15 21 -      | Set 1 Set 2 Set 3 Set 4 Set 5 | 25 -       | Ginásio do Instituto de Tecnologia de Pequim Público: 3.100 Árbitro(s): USA Patricia Salvatore MEX Humberto Salas |

| 11 de Agosto, 2008 14:30 Relatório | Brasil BRA | 3 — 0                         | RUS Rússia | Ginásio Indoor da Capital Público: 12.000 Árbitro(s): JPN Osamu Sakaide CHN Wang Ning |
| 11 de Agosto, 2008 14:30 Relatório | 25 -       | Set 1 Set 2 Set 3 Set 4 Set 5 | 14 16 -    | Ginásio Indoor da Capital Público: 12.000 Árbitro(s): JPN Osamu Sakaide CHN Wang Ning |

| 13 de Agosto, 2008 10:00 Relatório | Itália ITA | 3 — 0                         | ALG Argélia | Ginásio do Instituto de Tecnologia de Pequim Público: 3.400 Árbitro(s): CZE Karin Zahorcova THA Janpen Jirakakul |
| 13 de Agosto, 2008 10:00 Relatório | 25 -       | Set 1 Set 2 Set 3 Set 4 Set 5 | 7 20 12 -   | Ginásio do Instituto de Tecnologia de Pequim Público: 3.400 Árbitro(s): CZE Karin Zahorcova THA Janpen Jirakakul |

| 13 de Agosto, 2008 12:30 Relatório | Rússia RUS | 3 — 0                         | KAZ Cazaquistão | Ginásio Indoor da Capital Público: 12.000 Árbitro(s): CHN Liu Jiang USA Patricia Salvatore |
| 13 de Agosto, 2008 12:30 Relatório | 25 -       | Set 1 Set 2 Set 3 Set 4 Set 5 | 19 18 11 -      | Ginásio Indoor da Capital Público: 12.000 Árbitro(s): CHN Liu Jiang USA Patricia Salvatore |

| 13 de Agosto, 2008 14:30 Relatório | Sérvia SRB | 0 — 3                         | BRA Brasil | Ginásio Indoor da Capital Público: 11.000 Árbitro(s): KOR Kim Kun-Tae NED Frans Loderus |
| 13 de Agosto, 2008 14:30 Relatório | 15 13 23 - | Set 1 Set 2 Set 3 Set 4 Set 5 | 25 -       | Ginásio Indoor da Capital Público: 11.000 Árbitro(s): KOR Kim Kun-Tae NED Frans Loderus |

| 15 de Agosto, 2008 10:00 Relatório | Argélia ALG | 0 — 3                         | RUS Rússia | Ginásio do Instituto de Tecnologia de Pequim Público: 3.500 Árbitro(s): USA Patricia Salvatore JPN Osamu Sakaide |
| 15 de Agosto, 2008 10:00 Relatório | 11 19 10 -  | Set 1 Set 2 Set 3 Set 4 Set 5 | 25 -       | Ginásio do Instituto de Tecnologia de Pequim Público: 3.500 Árbitro(s): USA Patricia Salvatore JPN Osamu Sakaide |

| 15 de Agosto, 2008 12:00 Relatório | Brasil BRA | 3 — 0                         | KAZ Cazaquistão | Ginásio do Instituto de Tecnologia de Pequim Público: 3.500 Árbitro(s): SRB Dejan Jovanovic CZE Karin Zahorcova |
| 15 de Agosto, 2008 12:00 Relatório | 25 27 -    | Set 1 Set 2 Set 3 Set 4 Set 5 | 13 6 25 -       | Ginásio do Instituto de Tecnologia de Pequim Público: 3.500 Árbitro(s): SRB Dejan Jovanovic CZE Karin Zahorcova |

| 15 de Agosto, 2008 14:30 Relatório | Sérvia SRB | 0 — 3                         | ITA Itália | Ginásio Indoor da Capital Público: 11.000 Árbitro(s): NED Frans Loderus GER Frank Leuthauser |
| 15 de Agosto, 2008 14:30 Relatório | 23 20 19 - | Set 1 Set 2 Set 3 Set 4 Set 5 | 25 -       | Ginásio Indoor da Capital Público: 11.000 Árbitro(s): NED Frans Loderus GER Frank Leuthauser |

| 17 de Agosto, 2008 10:00 Relatório | Cazaquistão KAZ | 3 — 1                         | ALG Argélia   | Ginásio do Instituto de Tecnologia de Pequim Público: 3.500 Árbitro(s): USA Patricia Salvatore ITA Massimo Menghini |
| 17 de Agosto, 2008 10:00 Relatório | 25 17 25 -      | Set 1 Set 2 Set 3 Set 4 Set 5 | 18 20 25 16 - | Ginásio do Instituto de Tecnologia de Pequim Público: 3.500 Árbitro(s): USA Patricia Salvatore ITA Massimo Menghini |

| 17 de Agosto, 2008 14:00 Relatório | Itália ITA | 0 — 3                         | BRA Brasil | Ginásio Indoor da Capital Público: 10.500 Árbitro(s): MEX Humberto Salas CAN Mitch Davidson |
| 17 de Agosto, 2008 14:00 Relatório | 16 22 17 - | Set 1 Set 2 Set 3 Set 4 Set 5 | 25 -       | Ginásio Indoor da Capital Público: 10.500 Árbitro(s): MEX Humberto Salas CAN Mitch Davidson |

| 17 de Agosto, 2008 22:00 Relatório | Rússia RUS | 3 — 0                         | SRB Sérvia | Ginásio Indoor da Capital Público: 7.000 Árbitro(s): JPN Osamu Sakaide CZE Karin Zahorcova |
| 17 de Agosto, 2008 22:00 Relatório | 25 -       | Set 1 Set 2 Set 3 Set 4 Set 5 | 21 16 20 - | Ginásio Indoor da Capital Público: 7.000 Árbitro(s): JPN Osamu Sakaide CZE Karin Zahorcova |

## Fase final
|  | Quartas-de-final   | Quartas-de-final   |                    |           | Semifinal           | Semifinal           |  |  | Final           | Final |
|  |                    |                    |                    |           |                     |                     |  |  |                 |       |
|  | 19 Ago - Pequim    |                    |                    |           |                     |                     |  |  |                 |       |
|  |                    |                    |                    |           |                     |                     |  |  |                 |       |
|  | CUB Cuba           | 3                  |                    |           |                     |                     |  |  |                 |       |
|  | CUB Cuba           | 3                  | 21 Ago - Pequim    |           |                     |                     |  |  |                 |       |
|  | SRB Sérvia         | 0                  |                    |           |                     |                     |  |  |                 |       |
|  | SRB Sérvia         | 0                  | CUB Cuba           | 0         |                     |                     |  |  |                 |       |
|  | 19 Ago - Pequim    |                    | CUB Cuba           | 0         |                     |                     |  |  |                 |       |
|  |                    | USA Estados Unidos | 3                  |           |                     |                     |  |  |                 |       |
|  | USA Estados Unidos | USA Estados Unidos | 3                  | 3         |                     |                     |  |  |                 |       |
|  | USA Estados Unidos |                    | 23 Ago - Pequim    | 3         |                     |                     |  |  |                 |       |
|  | ITA Itália         | 2                  |                    |           |                     |                     |  |  |                 |       |
|  | ITA Itália         | 2                  | USA Estados Unidos | 1         |                     |                     |  |  |                 |       |
|  | 19 Ago - Pequim    |                    | USA Estados Unidos | 1         |                     |                     |  |  |                 |       |
|  |                    | BRA Brasil         | 3                  |           |                     |                     |  |  |                 |       |
|  | CHN China          | BRA Brasil         | 3                  | 3         |                     |                     |  |  |                 |       |
|  | CHN China          | 21 Ago - Pequim    |                    | 3         |                     |                     |  |  |                 |       |
|  | RUS Rússia         | 0                  |                    |           |                     |                     |  |  |                 |       |
|  | RUS Rússia         | 0                  | CHN China          | 0         | Disputa pelo bronze | Disputa pelo bronze |  |  |                 |       |
|  | 19 Ago - Pequim    |                    | CHN China          | 0         | Disputa pelo bronze | Disputa pelo bronze |  |  |                 |       |
|  |                    | BRA Brasil         | 3                  |           |                     |                     |  |  |                 |       |
|  | JPN Japão          | BRA Brasil         | 3                  | 0         | CUB Cuba            | 1                   |  |  |                 |       |
|  | JPN Japão          |                    |                    | 0         | CUB Cuba            | 1                   |  |  |                 |       |
|  | BRA Brasil         | 3                  |                    | CHN China | 3                   |                     |  |  |                 |       |
|  | BRA Brasil         | 3                  |                    |           | 3                   |                     |  |  |                 |       |
|  |                    |                    |                    |           |                     |                     |  |  | 23 Ago - Pequim |       |
|  |                    |                    |                    |           |                     |                     |  |  |                 |       |

### Quartas de final
| 19 de Agosto, 2008 10:00 Relatório | Cuba CUB   | 3 — 0                         | SRB Sérvia | Ginásio Indoor da Capital Público: 12.500 Árbitro(s): QAT Ibrahim Al-Naama KOR Kim Kun-Tae |
| 19 de Agosto, 2008 10:00 Relatório | 26 25 26 - | Set 1 Set 2 Set 3 Set 4 Set 5 | 24 19 24 - | Ginásio Indoor da Capital Público: 12.500 Árbitro(s): QAT Ibrahim Al-Naama KOR Kim Kun-Tae |

| 19 de Agosto, 2008 12:00 Relatório | Japão JPN  | 0 — 3                         | BRA Brasil | Ginásio Indoor da Capital Público: 12.500 Árbitro(s): BUL Konstantin Tufekchiev CZE Karin Zahorcova |
| 19 de Agosto, 2008 12:00 Relatório | 12 20 16 - | Set 1 Set 2 Set 3 Set 4 Set 5 | 25 -       | Ginásio Indoor da Capital Público: 12.500 Árbitro(s): BUL Konstantin Tufekchiev CZE Karin Zahorcova |

| 19 de Agosto, 2008 20:00 Relatório | China CHN  | 3 — 0                         | RUS Rússia | Ginásio Indoor da Capital Público: 13.000 Árbitro(s): MEX Humberto Salas PUR Víctor Manuel Rodríguez |
| 19 de Agosto, 2008 20:00 Relatório | 25 27 25 - | Set 1 Set 2 Set 3 Set 4 Set 5 | 22 25 19 - | Ginásio Indoor da Capital Público: 13.000 Árbitro(s): MEX Humberto Salas PUR Víctor Manuel Rodríguez |

| 19 de Agosto, 2008 22:00 Relatório | Estados Unidos USA | 3 — 2                         | ITA Itália    | Ginásio Indoor da Capital Público: 10.000 Árbitro(s): BRA Francisco Laert de Souza JPN Osamu Sakaide |
| 19 de Agosto, 2008 22:00 Relatório | 20 25 19 25 15     | Set 1 Set 2 Set 3 Set 4 Set 5 | 25 21 25 18 6 | Ginásio Indoor da Capital Público: 10.000 Árbitro(s): BRA Francisco Laert de Souza JPN Osamu Sakaide |

### Semifinais
| 21 de Agosto, 2008 12:30 Relatório | Cuba CUB   | 0 — 3                         | USA Estados Unidos | Ginásio Indoor da Capital Público: 13.000 Árbitro(s): NED Frans Loderus SRB Dejan Jovanovic |
| 21 de Agosto, 2008 12:30 Relatório | 20 16 17 - | Set 1 Set 2 Set 3 Set 4 Set 5 | 25 -               | Ginásio Indoor da Capital Público: 13.000 Árbitro(s): NED Frans Loderus SRB Dejan Jovanovic |

| 21 de Agosto, 2008 20:00 Relatório | China CHN  | 0 — 3                         | BRA Brasil | Ginásio Indoor da Capital Público: 13.000 Árbitro(s): GER Frank Leuthauser RUS Andrei Zenovich |
| 21 de Agosto, 2008 20:00 Relatório | 25 22 14 - | Set 1 Set 2 Set 3 Set 4 Set 5 | 27 25 -    | Ginásio Indoor da Capital Público: 13.000 Árbitro(s): GER Frank Leuthauser RUS Andrei Zenovich |

### Disputa pelo bronze
| 23 de Agosto, 2008 12:30 Relatório | Cuba CUB      | 1 — 3                         | CHN China  | Ginásio Indoor da Capital Público: 12.500 Árbitro(s): RUS Andrei Zenovich BUL Konstantin Tufekchiev |
| 23 de Agosto, 2008 12:30 Relatório | 16 25 13 20 - | Set 1 Set 2 Set 3 Set 4 Set 5 | 25 21 25 - | Ginásio Indoor da Capital Público: 12.500 Árbitro(s): RUS Andrei Zenovich BUL Konstantin Tufekchiev |

### Final
| 23 de Agosto, 2008 20:00 Relatório | Estados Unidos USA | 1 — 3                         | BRA Brasil | Ginásio Indoor da Capital Público: 13.000 Árbitro(s): ITA Massimo Menghini TUR Umit Sokullu |
| 23 de Agosto, 2008 20:00 Relatório | 15 25 13 21 -      | Set 1 Set 2 Set 3 Set 4 Set 5 | 25 18 25 - | Ginásio Indoor da Capital Público: 13.000 Árbitro(s): ITA Massimo Menghini TUR Umit Sokullu |

## Classificação final
Esta foi a classificação após as 38 partidas realizadas:
| Pos. | Equipe             |
| ---- | ------------------ |
|      | BRA Brasil         |
|      | USA Estados Unidos |
|      | CHN China          |
| 4    | CUB Cuba           |
| 5    | ITA Itália         |
| 5    | JPN Japão          |
| 5    | RUS Rússia         |
| 5    | SRB Sérvia         |
| 9    | KAZ Cazaquistão    |
| 9    | POL Polônia        |
| 11   | ALG Argélia        |
| 11   | VEN Venezuela      |

### Melhores por fundamento
| Most Valuable Player | BRA Paula Pequeno       |
| Melhor atacante      | CUB Rosir Calderón      |
| Melhor bloqueadora   | JPN Erika Araki         |
| Melhor sacadora      | CUB Yanelis Santos      |
| Melhor defensor      | CHN Zhang Na            |
| Melhor líbero        | BRA Fabiana de Oliveira |
| Melhor levantadora   | BRA Fofão               |
| Melhor receptora     | CHN Zhou Suhong         |
| Maior pontuadora     | USA Logan Tom           |